# 帖哥火鲁赤
帖哥·火鲁赤（蒙古语：Tege Qorči），13世纪蒙古帝国的将领之一，为金朝末年在东北自立建立大真国的蒲鲜万奴之子。《元史》将其记作帖哥、铁哥、帖哥火鲁赤、大答火鲁，《高丽史》记作迪巨，《国朝文类》“元高丽记事”中记为帖哥火里赤，波斯文史料《史集》等则记作تکه（teke）。

## 生平

### 早年
帖哥的父亲蒲鲜万奴在金末被派往辽河流域讨伐耶律留哥，1215年（金宣宗贞祐三年、乙亥年）他见金朝衰落而自立，建立大真国。帖哥跟随蒲鲜万奴，曾在其攻打上京会宁府时，斩杀拒绝投降的同知上京留守事温蒂罕老儿。蒙古势力扩展至辽西后，蒲鲜万奴被迫归降，1216年（贞祐四年、丙子年）十月将帖哥作为质子送往蒙古。此时帖哥“入侍”成吉思汗，加入怯薛（亲卫队），被编入箭筒士（火鲁赤、Qorči）部队。

### 进攻高丽
1216年后的十年间史料未见帖哥记载，1231年（金哀宗正大八年、辛卯年）起，其名出现在东征高丽的记载中。成吉思汗死后，蒙古帝国为镇压已征服地区的反叛势力，向各地派遣探马赤军，辽东、高丽方向由撒礼塔率领探马赤军。1231年八月，平定辽东半岛金朝残余势力的撒礼塔军入侵高丽，蒙古军统帅包括撒礼塔、蒲桃元帅、迪巨元帅、唐古元帅，其中迪巨元帅即蒲鲜万奴长子帖哥火鲁赤。
面对势如破竹的蒙古军，高丽朝廷迅速投降，同年十一月向抵达开京的帖哥等人进献贡品。1232年（正大九年、壬辰年）蒙古军撤军，但六月高丽杀蒙古设置的七十二名达鲁花赤叛乱，撒礼塔军再征高丽。同年8月，撒礼塔在处仁城之战中中流矢战死，帖哥收拢残部撤退。

### 进攻南宋
1235年（乙未年）蒙古再攻高丽，主帅已换为唐古，帖哥则调往陕西、四川参与攻打南宋。1247年（丁未年）《草堂寺阔端太子令旨碑》记载，阔端率军攻宋时，“帖哥火儿赤都元帅”位列麾下将领之首。陕西京兆府总管妻妹福聚嫁与“咸平路宣抚使蒲鲜公长男”帖哥，印证此“帖哥都元帅”即蒲鲜万奴之子帖哥火鲁赤。1254年，他作为都元帅进军四川，1262年（中统三年），攻打嘉定府（今四川省乐山市）。1275年（至元十四年），帖哥出镇淮东。